# 伯恩哈德·莱曼
伯恩哈德·莱曼（德語：Bernhard Lehmann，1948年1月11日—），德国男子雪车运动员。他曾代表东德参加1976年、1984年和1988年冬季奥林匹克运动会雪车比赛，获得一枚金牌、二枚银牌和一枚铜牌。